# Джонсон, Гораций
Гораций Томас Джонсон (англ. Horace Thomas Johnson; март 1887, Лондон — 12 августа 1966, Лондон) — британский велогонщик, трёхкратный серебряный призёр летних Олимпийских игр 1908 и летних Олимпийских игр 1920.
На Играх 1908 в Лондоне Джонсон соревновался только в тандеме. Вместе с Фредериком Хэмлином он занял второе место и получил серебряную медаль.
На Играх 1920 в Антверпене Джонсон выиграл ещё две серебряные медали — в спринте и в командной гонке преследования. Также, он не финишировал в заезде на 50 км.